# Piscina d'immersió
|  | No s'ha de confondre amb Gorga (hidrografia). |

Una piscina d'immersió (conca submergida, piscina d'una cascada, gorg o gorga d'erosió) és una depressió profunda al llit d'un rierol, a la base d'una cascada. És creada per les forces d'erosió de l'aigua que cau sobre les roques situades a la base de la caiguda, on l'aigua impacta.
El terme pot referir-se a l'aigua que ocupa la depressió o a la pròpia depressió.

## Formació
Les piscines d'immersió es formen per la força natural de l'aigua que cau, com per exemple una cascada; també apareixen en estructures artificials, com ara alguns dissenys de sobreeixidors d'aigua. Sovint les piscines d'immersió són molt profundes; en general, la profunditat està relacionada amb l'altura de la caiguda d'aigua, el volum d'aigua, la resistència del sòl de la piscina i altres factors.

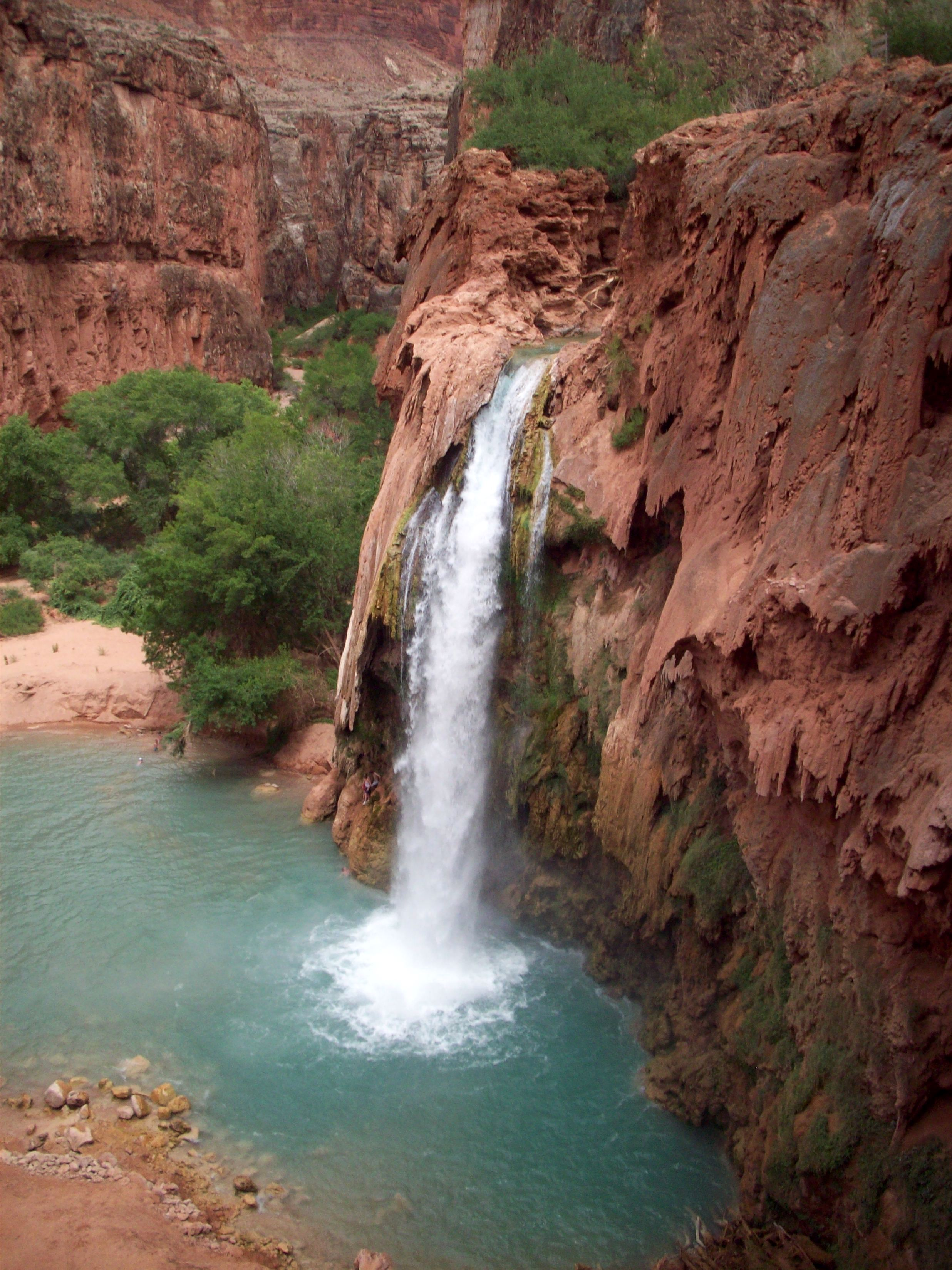
Piscina d'immersió de la base de les cascades Havasu (Estats Units d'Amèrica)
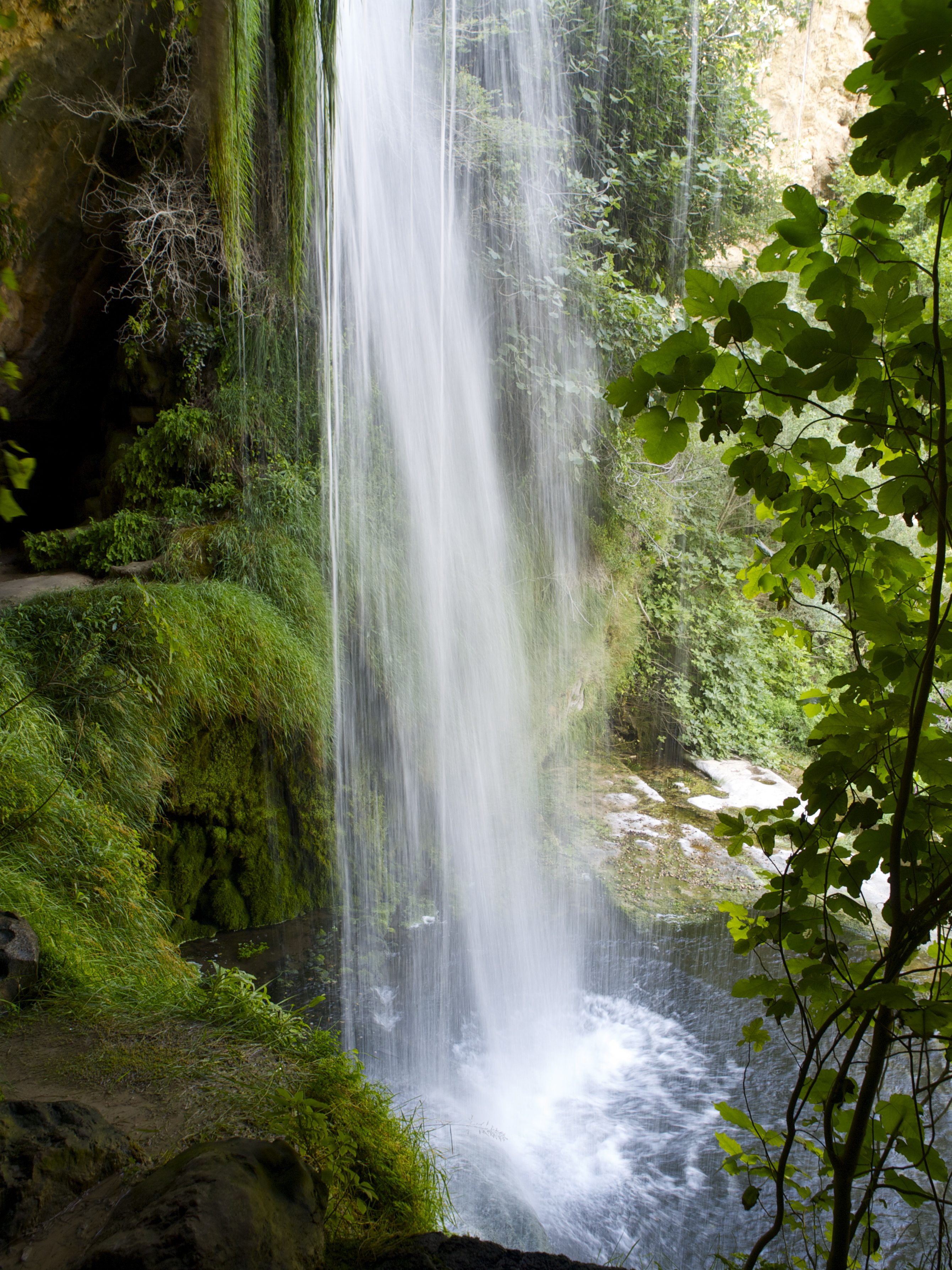
Salt del Tenes amb la gorga creada, vist des del camí de Sant Martí del Fai
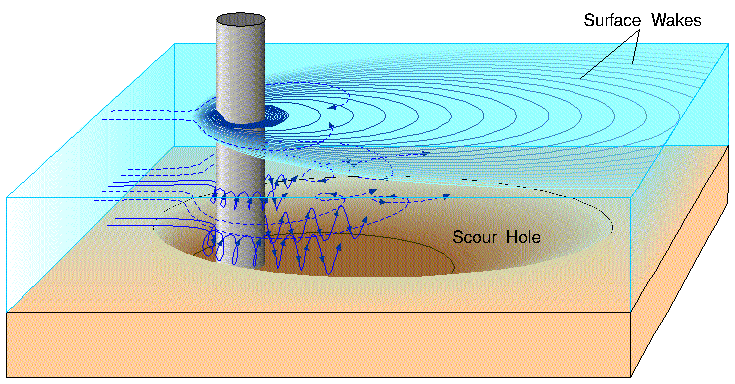
Forces que produeixen un forat per fregament

L'aigua impactant i el remolí que es forma, que de vegades conté roques dins d'ell, foraden el llit del riu i apareix una conca, que sovint presenta costats aspres i irregulars. Les piscines d'immersió poden romandre plenes d'aigua durant molt temps després que el flux d'aigua hagi desaparegut. Existeixen diversos exemples d'antigues piscines d'immersió a les cascades Dry, a la regió de Channeled Scablands de l'est de l'estat de Washington (Estats Units d'Amèrica).
Les piscines d'immersió són característiques d'erosió fluvial que es produeixen en l'etapa juvenil del desenvolupament del riu, caracteritzada per pendents més pronunciades i fluxos d'aigua molt ràpids. Allà on la roca més suau o fracturada s'ha erosionat de nou fins a un knickpoint, l'aigua continua desgastant la seva base. Com que sovint aquesta roca és menys resistent que la dels estrats superiors, l'aigua des de més alt, continua erosionant la roca fins que s'aconsegueix un equilibri.
Quan la piscina té una forma semblant a un bol creat per l'aigua que flueix, enlloc de l'aigua que cau, es coneix com a «forat per fregament». Aquest es produeix de manera natural i a conseqüència de la construcció de pilars de ponts.